# George Retzer
George Washington Retzer, Jr. (ur. 14 marca 1883 w Clarion, zm. 7 października 1979 w Arcadii) – amerykański zapaśnik walczący w stylu klasycznym. Olimpijczyk z Sztokholmu 1912, gdzie zajął 23. miejsce w wadze piórkowej.

## Letnie Igrzyska Olimpijskie 1912
| Konkurencja          | Rundy eliminacyjne         | Rundy eliminacyjne    | Klas. końcowa |
| Konkurencja          | I runda                    | II runda              | Miejsce       |
| -------------------- | -------------------------- | --------------------- | ------------- |
| 60 kg styl klasyczny | Friedrich Scharrer (AUT) P | Heinrich Rauß (AUT) P | 23.           |